# 風間美佳
風間　美佳（かざま　みか、1983年3月3日 -）は静岡県出身の日本の柔道家。52kg級の選手。身長151cm。得意技は背負投。

## 人物
三島北中学から市立沼津高校へ進むと、3年の時に全日本ジュニアと全国女子体重別の52kg級でそれぞれ3位になった。2001年には茨城大学へ進学すると、体重別で3位だったが、正力杯では茨城大学の選手として初めての優勝を飾った。福岡国際では準決勝で旭川南高校3年の佐藤愛子に崩上四方固で敗れるも3位となった。2年の時には体重別と学生体重別でそれぞれ3位だった。

## 主な戦績
- 2000年　- 全日本ジュニア　3位
- 2000年　- 全国女子体重別　3位
- 2001年 -　体重別　3位
- 2001年 -　イタリア国際　3位
- 2001年　- 正力杯　優勝
- 2001年　- 福岡国際　3位
- 2001年 -　韓国国際　2位
- 2002年 -　体重別　3位
- 2002年　- 学生体重別　3位

(出典、JudoInside.com)。